# Yusuf Erboy
Yusuf Erboy (13 settembre 1965) è un ex cestista turco.

## Palmarès
- Campionato turco: 4

Eczacıbaşı: 1987-88, 1988-89
Galatasaray: 1989-90
Ülkerspor: 1994-95
- Coppa del Presidente: 1

Eczacıbaşı: 1988